# 莫文骅
莫文骅（1910年1月7日—2000年5月31日），原名莫万，字六琴，中国人民解放军中将。

## 生平
1926年加入中国共产主义青年团。1929年参加百色起义。1930年转入中国共产党。1955年获一级八一勋章、一级独立自由勋章、一级解放勋章。1988年获一级红星功勋荣誉章。